# Pteronotus gymnonotus
Pteronotus gymnonotus là một loài động vật có vú trong họ Mormoopidae, bộ Dơi. Loài này được Natterer mô tả năm 1843.